# Ivan Zelenka

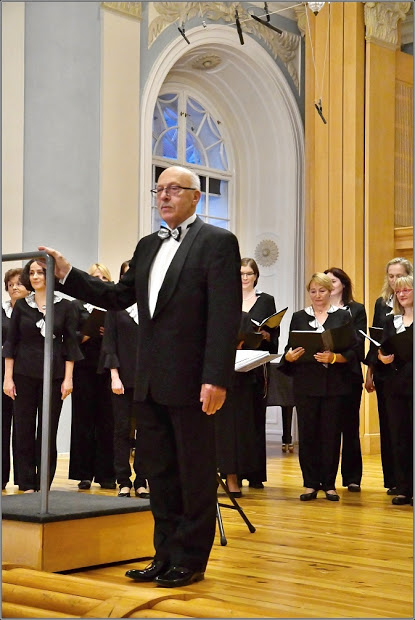
Ivan Zelenka

Ivan Zelenka (* 7. března 1941 Praha) je český hudebník, dirigent a hudební skladatel.

## Život
Ivan Zelenka je absolventem Pražské konzervatoře v oborech pozoun a bicí nástroje (absolvoval v roce 1965). Současně soukromě studoval skladbu nejprve u Jana Truhláře, později u Jana Rychlíka. Po studiích se stal členem orchestru v Divadle ABC v Praze (1963–68), dále hrál v různých špičkových orchestrech (1968 - 1977 v Orchestru Karla Vlacha, dále, do roku 1993, v Orchestru Československé televize), s nimiž koncertoval v mnoha zemích Evropy. Jako aktivní trombonista je Ivan Zelenka stále sólistou Swing Bandu Ferdinanda Havlíka a členem Pražského filmového orchestru.
Po ukončení existence Orchestru ČsT pracoval 5 let v Českém rozhlase, pak 14 let v Music Library Radia Svobodná Evropa. Byl také 7 let profesorem Konzervatoře Jaroslava Ježka, kde vyučoval orchestrální hru. Komponuje a aranžuje skladby z oboru populární a filmové hudby, muzikálu i jazzu, řídil a aranžoval orchestrální i sborové nahrávky k televizním pořadům, filmům, inscenacím (např. Hotel Herbich, Zdivočelá země, Slavné souboje, Pěsti ve tmě od Zdeňka Bartáka). Jako aranžér spolupracoval na několika Bartákových muzikálech pro jihokorejský Soul:
The Tempest (Bouře), který získal dva asijské Oscary, Romeo a Julie, A Christmas Carol (Vánoční koleda).
Jako aranžér a dirigent spolupracoval také na muzikálu Mefisto Daniela Bartáka.
V posledních letech se Ivan Zelenka více věnuje dirigování. Nahrál i aranžoval například hudbu k Bartákovým muzikálům Baron Prášil a Sněhová královna, nahrává CD pro různé zpěváky. V letech 2009 a 2011 dirigoval Soulský symfonický orchestr a Český národní symfonický orchestr na koncertech v jihokorejských městech Pusan a Soul.
Pravidelně spolupracuje s Českou obcí sokolskou při realizacích hudeb pro skladby k sletovým cvičením.
Od roku 1993 je dirigentem Pěveckého sdružení pražských učitelek. Od té doby vznikají i jeho sborová díla. Těžiště Zelenkovy skladatelské práce je hlavně ve vážné hudbě.
V roce 2016 obdržel Ivan Zelenka od Mezinárodního sborového festivalu hudebního romantismu Vlachovo Březí Ocenění za celoživotní sbormistrovskou práci.
V roce 2018 obdržel Ivan Zelenka Ocenění Trombonové asociace za skladatelský přínos do světa hry na trombon.

## Dílo
Komorní skladby
Cyklikon pro kytaru a smyčcové kvarteto (získal čestné uznání v soutěži o Cenu města Piešťan)
Tři preludia pro harfu (nahráno v Československém rozhlasu)
Imagination pro dvě kytary (nahráno v Československém rozhlasu)
Saxofonový kvartet (nahráno v Českém rozhlasu)
Pošetilosti pro bastrombon a smyčcové kvarteto (nahráno v Českém rozhlasu)
Meditace vánoční pro flétnu, perkuse a klavír
Pět fejetonů pro hluboké žestě (nahráno v Českém rozhlasu)
Elegie a rondo pro flétnu a kytaru
Preludio, Fuga e Toccata pro dvě kytary (také verze pro violoncello a akordeon)
Hudba k filmům, které nebyly nikdy natočeny pro flétnu, basklarinet a klavír
Trombon je snadný (když se to umí) pro 2 tenorové trombony, premiéra Prague Bone Fest 2018, Sál Martinů AMU, Praha, sóla Robert Kozánek a Lukáš Moťka
Hravé kousky pro anglický roh a harfu
Basstrombonissimo pro bastrombon a marimbu, premiéra Prague Bone Fest 2018, Sál Martinů AMU, Praha, sólo bastrombon Zdeněk Němec, marimba Šimon Veselý
Paleta – dechový kvintet
Flétny si povídají trojdílný cyklus pro 2 flétny
Dva tance pro trombon a klavír – Blues a Samba
Koncerty
Koncertino pro hoboj a smyčce
Koncert pro kytaru a komorní orchestr (nahráno v Československém rozhlasu)
Koncert pro dvě kytary a komorní orchestr
Koncert pro trombon a symfonický orchestr
Koncert pro bastrombon a symfonický orchestr
Vokálně-orchestrální díla
Stabat Mater pro 4 sóla SATB, smíšený sbor SATB a symfonický orchestr, premiéra 16.1. 2020, Filharmonie Hradec Králové, dirigentka Miriam Němcová, Pražský filharmonický sbor, soprán Lucie Silkenová, alt Hannah Esther Minutillo, tenor Michal Bragagnolo, bas Ivo Hrachovec
Te Deum pro 2 sóla ST, smíšený sbor SATB a symfonický orchestr
Skladby pro ženský sbor
Ave Maria
Alleluia
Kyrie
My Lord
Učitelky mají bál (na vlastní verše s doprovodem jazzového tria)
Uleželé želé (žertovný cyklus na verše Jiřího Dědečka)
Cantate Domino (pro sólový soprán, ženský sbor a klavír nebo španělskou kytaru)
Píseň o rodné zemi (na verše Jaroslava Seiferta)
Na horách (na vlastní verše)
Barnodaj na text stejnojmenné básně na umělá slova Jaromíra Hniličky
Úpravy lidových písní pro ženský sbor
Teče voda, teče
Okolo Třeboně
Červená růžičko, rozvíjej se
Kdyby mně to Pán Bůh dal
Ach synku, synku

## Další aktivity a členství
- Člen Sdružení skladatelů AHUV
- Člen poroty Herecké asociace pro udílení Cen Thalie v oboru muzikál a opereta (do r. 2020)
- Člen sdružení kaktusářů a pěstitelů sukulentů
- Člen Rybářského svazu České republiky